# AC Fanfulla 1874
AC Fanfulla 1874 is een Italiaanse voetbalclub uit Lodi die in de Serie D/B speelt. De club werd opgericht op 18 oktober 1874 als sportclub. In in 1908 werd er een voetbalclub opgericht. De officiële clubkleuren zijn wit en zwart.

## Bekende (oud-)spelers
- Giampiero Marini